# Prefontaine Classic 2015
Il Prefontaine Classic 2015 è stato la 41ª edizione dell'annuale meeting di atletica leggera denominato Prefontaine Classic e si è svolto all'Hayward Field di Eugene, dal 29 maggio 2015 fino al 30 maggio 2015. Il meeting è stato anche la terza tappa del circuito IAAF Diamond League 2015.

## Risultati
Di seguito i primi tre classificati di ogni specialità.

### Uomini
| Specialità         |                         | Prestazione | 2º classificato        | Prestazione | 3º classificato       | Prestazione |
| 100 m              | Tyson Gay               | 9"88        | Michael Rodgers        | 9"90        | Bingtian Su           | 9"99        |
| 200 m              | Justin Gatlin           | 19"68       | Anaso Jobodwana        | 20"04       | Nickel Ashmeade       | 20"18       |
| 400 m              | Kirani James            | 43"95       | Lashawn Merritt        | 44"51       | Christopher Brown     | 44"54       |
| 800 m              | Mohammed Aman           | 1'44"92     | Nijel Amos             | 1'45"06     | Taoufik Makhloufi     | 1'45"17     |
| 1500 m             | Ayanleh Souleiman       | 3'37"25     | Matthew Centrowitz     | 3'37"33     | Silas Kiplagat        | 3'37"53     |
| 1500 m             | Timothy Cheruiyot       | 3'40"90     | Ben Blankenship        | 3'40"99     | Jonathan Kiplimo Sawe | 3'41"28     |
| Miglio             | Ayanleh Souleiman       | 3'51"10     | Matthew Centrowitz     | 3'51"20     | Asbel Kiprop          | 3'51"25     |
| Miglio             | Ben Blankenship         | 3'55"72     | Jonathan Kiplimo Sawe  | 3'55"76     | Timothy Cheruiyot     | 3'55"80     |
| 3000 metri piani   | Edwin Cheruiyot Soi     | 7'59"50     | Galen Rupp             | 7'59"69     | Lawi Lalang           | 7'59"70     |
| 5000 metri piani   | Yomif Kejelcha          | 13'10"54    | Edwin Cheruiyot Soi    | 13'11"97    | Galen Rupp            | 13'12"36    |
| 10000 metri piani  | Mo Farah                | 26'50"97    | Paul Kipngetich Tanui  | 26'51"86    | Geoffrey Kamworor     | 26'52"65    |
| 110 metri ostacoli | Pascal Martinot-Lagarde | 13"06       | Aries Merritt          | 13"12       | David Oliver          | 13"14       |
| 400 metri ostacoli | Johnny Dutch            | 48"20       | Bershawn Jackson       | 48"22       | Michael Tinsley       | 48"79       |
| 3000 metri siepi   | Ezekiel Kemboi          | 8'01"71     | Jairus Kipchoge Birech | 8'01"83     | Conseslus Kipruto     | 8'05"20     |
| Salto in alto      | Mutaz Essa Barshim      | 2.41 m      | Guowei Zhang           | 2.38 m      | Erik Kynard           | 2.35 m      |
| Salto con l'asta   | Renaud Lavillenie       | 6.05 m      | Sam Kendricks          | 5.80 m      | Raphael Holzdeppe     | 5.80 m      |
| Getto del peso     | Joe Kovacs              | 22.12 m     | David Storl            | 21.92 m     | Ryan Whiting          | 21.37 m     |
| Lancio del disco   | Piotr Małachowski       | 65.59 m     | Robert Urbanek         | 65.42 m     | Vikas Gowda           | 64.41 m     |

     Atleti al primo posto della classifica di specialità

### Donne
| Specialità             |                         | Prestazione | 2º classificato            | Prestazione | 3º classificato             | Prestazione |
| 100 m                  | English Gardner         | 10"84       | Elaine Thompson            | 10"84       | Rosangela Cristina Oliveira | 11"04       |
| 100 m                  | Shelly-Ann Fraser-Pryce | 10"81       | Murielle Ahouré            | 10"81       | Tori Bowie                  | 10"82       |
| 400 m                  | Allyson Felix           | 50"05       | Sanya Richards-Ross        | 50"29       | Stephenie Ann McPherson     | 50"40       |
| 800 m                  | Eunice Jepkoech Sum     | 1'57"82     | Ajeé Wilson                | 1'57"87     | Brenda Maritnez             | 1'59"06     |
| 1500 metri             | Jenny Simpson           | 4'00"98     | Mercy Cherono              | 4'01"26     | Sifan Hassan                | 4'01"65     |
| 3000 metri             | Genzebe Dibaba          | 8'33"33     | Faith Chepngetich Kipyegon | 8'38"91     | Alemitu Haroye              | 8'39"85     |
| 5000 m                 | Genzebe Dibaba          | 14'19"76    | Faith Chepngetich Kipyegon | 14'31"95    | Vivian Jepkemoi Cheruiyot   | 14'46"69    |
| Salto in lungo         | Tianna Bartoletta       | 7.11 m      | Christabel Nettey          | 6.99 m      | Lorraine Ugen               | 6.89 m      |
| Salto triplo           | Caterine Ibargüen       | 15.18 m     | Yekaterina Koneva          | 15.04 m     | Olha Saladukha              | 14.48 m     |
| Lancio del giavellotto | Christina Obergföll     | 63.07 m     | Kara Winger                | 62.85 m     | Madara Palameika            | 62.85 m     |

     Atlete al primo posto della classifica di specialità